# San Bernardo (Nariño)
Pour les articles homonymes, voir San Bernardo.
San Bernardo est une municipalité située dans le département de Nariño en Colombie.